# Lucy Arbell

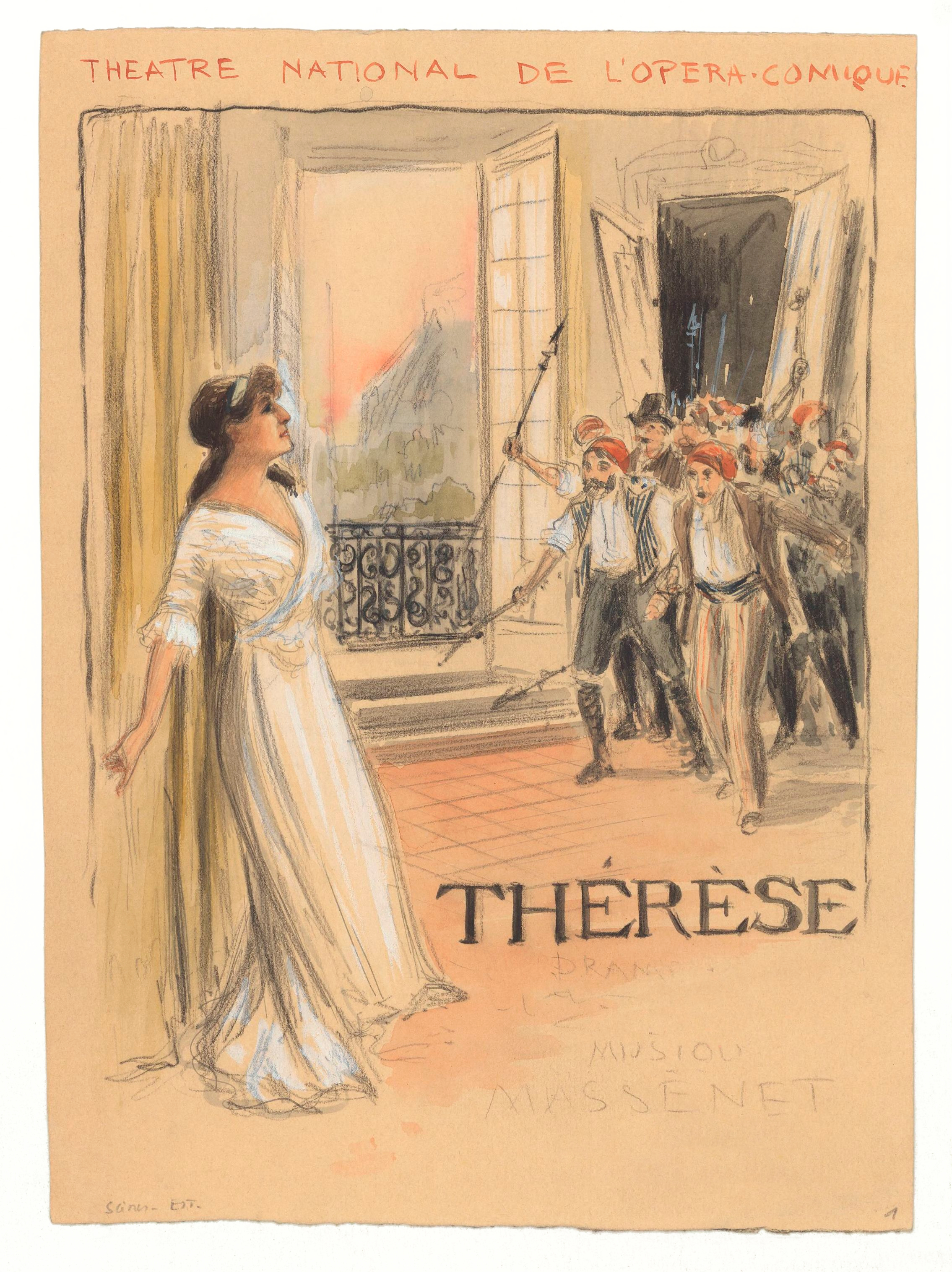
La Arbell riprende il ruolo di Thérèse di Jules Massenet che creò per la prima di Parigi nel 1911.

Lucy Arbell, (nata Georgette Gall, Georgette Wallace) (Le Vésinet, 8 giugno 1878 – Bougival, 21 maggio 1947), è stata un mezzosoprano francese, la cui carriera operistica era basata a Parigi ed in particolare collegata al compositore Jules Massenet..

## Biografia
Il padre di Georgette era Edmond Richard Wallace (1840-1887), figlio di Sir Richard Wallace.
La Arbell debuttò sul palcoscenico come Dalila all'Opéra di Parigi il 23 ottobre 1903. Lì cantò anche Amneris in Aida, Maddalena in Rigoletto, Uta in Sigfrido, Fricka in La Valchiria e Thérèse.
Ebbe una stretta relazione con le opere tardive di Massenet, creando ruoli in Ariane (Perséphone), Thérèse (ruolo della protagonista), Bacchus (Regina), Don Quichotte (Dulcinée) a Monte-Carlo e Parigi, Roma (Postumia) e Panurge (Colombe).
All'Opéra-Comique cantò Charlotte (Werther) fino agli anni '20.
Come cantante viene descritta come dotata di un mezzo contralto forte, vibrante e di una personalità vivace.

## Premi ed onorificenze
- 4 gennaio 1904, Georgette Wallace è nominata Officier d'Académie.
- 30 gennaio 1936, viene decorata Chevalier de l'Ordre de la Légion d'Honneur.